# まとちゃん
『まとちゃん』は、結城心一による日本の4コマ漫画作品。『週刊わたしのおにいちゃん』（メディアワークス）・『コミックZERO-SUM増刊WARD』（一迅社）・『コゼロサム』（一迅社）・『月刊ComicREX』（一迅社）誌上で連載されていた。

## 概要
虫が大好きなまとちゃんを中心とした小学生達によるシュールな日常を描いた4コマ漫画。小学生と虫という奇妙な組み合わせに加え、時折ブラックジョークも挟まる異色の作品。続編に『ちろちゃん』がある。

## 登場人物
高原馬頭子
通称「まとちゃん」。
本作の主人公で虫が大好きな女の子。
当初は小学3年生であったが、作中で4年生に進級した。
基本的に表情は変化せず、話の全てを虫に例えるなど、ちょっと変わった女の子。
虫を見つけると、捕まえては筆箱に入れるなどしている。
うずちゃん曰く、カメムシの臭いがするらしい。
食べ物の好き嫌いが多かったり、寒さに弱い等の弱点も持つ。
美月寿
まとちゃんの幼稚園の頃からのクラスメイト。
ごく普通の女の子で、作中では第三者の視点から周囲の変わった友人達を見る立ち位置が多い。
木乃綿うずめ
元気でちょっと得体の知れない女の子。
本能のままに生きているような子で、悪意なくりきをいじることが多い。
ダイモンジャーオレンジ
新番組の季節に現れるという変身ヒーロー。
使われていないダストシュートに入ると、変身して掃除用具入れから出てくる。
自称「木乃綿ではない！」らしい。
また、作中ではりきの消しゴムも変身を果たした。
学校を守るわけではない。宿題してくるわけでもない。ダンプに轢かれると死ぬ。
岩戸りき
うずちゃんのいとこで気が弱い男の子。
頻繁にうずちゃんにいじられては、その被害を最も受けている。
身長は108cmで、2年生の頃からほとんど変わっていない。
奈良やちほ
まとちゃん達のクラスの副担任に就任した女性教師。
虫、特に蝶が苦手でまとちゃんに出合い頭に虫を見せられた際は泡を吹いて倒れた。
まとちゃんからは「虫界のプリンセス」だと思いこまれており、頻繁に虫と接することになってしまう作中最大の被害者。
胸が大きい事から「メガボール」と例えられ、それをネタにされることも多い。

## 書誌情報

### 初出
- 週刊わたしのおにいちゃん（メディアワークス）1 - 5号および特別増刊号
- コミックZERO-SUM増刊WARD（一迅社）2004年5号 - 2006年2号
- コゼロサム（同）VOL.3（2004年） - VOL.5（2006年）
- ComicREX（同）2006年12月号

### 単行本
- 結城心一『まとちゃん』 一迅社〈REXコミックス〉、単巻
2006年12月1日発行、ISBN 4-7580-6034-7